# خانواده ۲ (فیلم)
خانواده ۲ (انگلیسی: Family 2) یک فیلم یاکوزایی ژاپنی به کارگردانی تاکاشی میکه است که در سال ۲۰۰۱ در رسانه خانگی به عنوان دنباله‌ای برای فیلم خانواده منتشر شد. این فیلم ماجرای گانگستر یاکوزا هیدشی را دنبال می‌کند که می‌خواهد هویت کسی که رئیس قدرتمند یک باند جنایی را به قتل رسانده، فاش سازد.